# Alexander von Bennigsen
Alexander Levin von Bennigsen, född 21 juli 1809, död 27 februari 1893, var en tysk greve och politiker. Han var son till den ryske generalen Levin August von Bennigsen.
von Bennigsen var huvudsakligen verksam i Hannover. Han tillhörde den krets av politiker som i Friedrich Christoph Dahlmanns anda kämpade för ökat inflytande åt folkrepresentationen. Han var mars 1848 – oktober 1850 hannoveransk ministerpresident och utrikesminister och blev därefter president i landets första kammare, från vilken post han avgick 1856 efter att ha motsatt sig en författningsförändring i reaktionär riktning. von Bennigsen blev 1864 medlem av andra kammaren och dess president. Han inlade vid flera tillfällen stora förtjänster som medlare mellan regeringen och representationen. Sedan Hannover införlivats med Preussen, var han 1881–1883 medlem av tyska riksdagen och tillhörde där "welferna" eller Deutsch-Hannoversche Partei.